# Mònica Miquel i Serdà
Mònica Miquel i Serdà (Barcelona, 18 de novembre de 1962, Cubelles, 24 de gener de 2023) fou una política catalana, diputada al Congrés dels Diputats en la VII Legislatura i alcaldessa de Cubelles.
Obtingué estudis de Ciències Econòmiques i va fer alguns postgraus. El 1994 va fundar Iniciativa per Cubelles dins d'Iniciativa per Catalunya, partit amb el qual en les eleccions municipals de 1995 fou escollida regidora i a l'ajuntament de Cubelles i consellera comarcal del Garraf de sanitat i serveis socials. A les eleccions municipals de 1999 fou escollida alcaldessa, però el 2000 deixà el seu càrrec.
En 2003 va substituir en el seu escó Joan Saura i Laporta, escollit a les eleccions generals espanyoles de 2000. Ha estat portaveu titular de la Junta de Portaveus del Congrés dels Diputats. Continuà com a regidora de l'ajuntament de Cubelles fins que en fou escollida alcaldessa a les eleccions municipals espanyoles de 2011. No es va presentar a la reelecció en 2015.